# Paroisse de Gagetown
Pour les articles homonymes, voir Gagetown (homonymie).
Gagetown est une paroisse civile du comté de Queens, au sud du Nouveau-Brunswick. Il comprend le village de Gagetown, le district de services locaux d'Upper Gagetown, et camp Gagetown.

## Toponyme

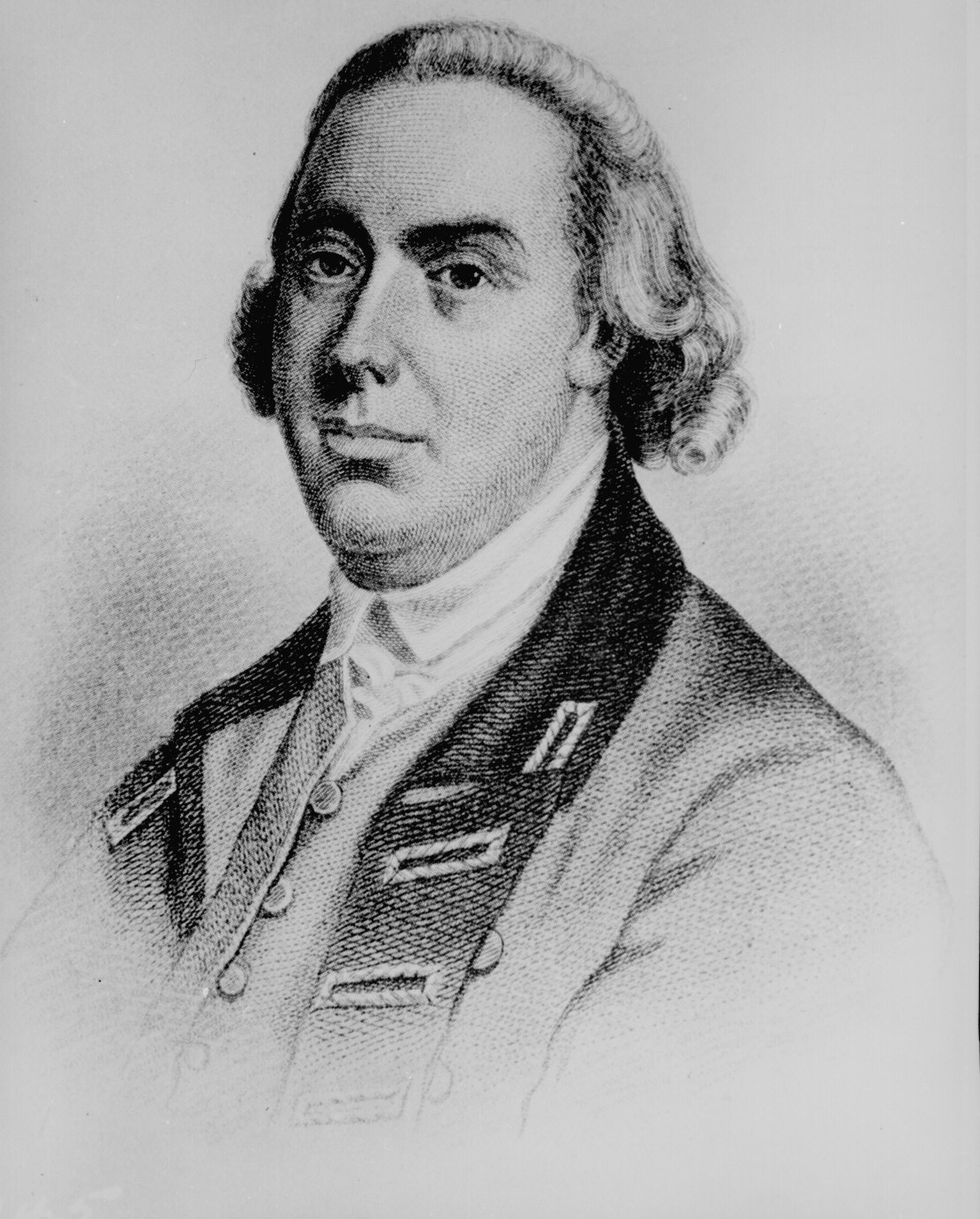
Thomas Gage.

La paroisse de Gagetown fut créée en 1765 sous le nom de Gage Township (canton de Gage), en l'honneur de Thomas Gage (1721-1787), qui fut le commandant en chef de l'armée britannique en Amérique du Nord entre 1763 et 1772 et qui fut le principal propriétaire terrien de la paroisse. Le territoire prit le nom actuel puis en 1786, trois ans après la fondation du village de Gagetown.

## Histoire
Le village acadien de Villeray est incendié par les troupes de Robert Monckton en 1758.
Le canton de Gagetown est concédé à une compagnie en 1765 mais est peu peuplé et il redevient donc une terre de la couronne. Les 37 familles colonisatrices sont principalement originaires de Nouvelle-Angleterre, de Grande-Bretagne et des localités néo-écossaises menacées par des corsaires. Le canton devient une paroisse civile en 1786.
Le hameau de Lawfield est fondé vers 1840 par l'Irlandais Michael Law.
La municipalité du comté de Queens est dissoute en 1966. La paroisse de Gagetown devient un district de services locaux en 1967.